# Saison 2 de Resurrection
Chronologie
Saison 1
Cet article présente le guide des épisodes de la deuxième saison de la série télévisée américaine Resurrection.

## Généralités
- Le 9 mai 2014, la série a été officiellement renouvelée pour une deuxième par le réseau ABC[1].
- Au Canada, la série a été diffusée en simultané sur le réseau CTV[2].

## Distribution

### Acteurs principaux
- Omar Epps : J. Martin Bellamy
- Frances Fisher : Lucille Langston
- Matt Craven : Fred Langston
- Devin Kelley : Maggie Langston
- Mark Hildreth (en) : Pasteur Tom Hale
- Samaire Armstrong : Elaine Richards
- Landon Gimenez : Jacob Langston
- Kurtwood Smith : Henry Langston

### Acteurs récurrents et invités
- Kathleen Munroe : Rachael Braidwood, ex-petite amie de Tom
- Lori Beth Sikes : Janine Hale, fiancée de Tom
- Tamlyn Tomita : Dr Toni Willis (épisode 1)
- Michelle Fairley : Margaret Langston, mère d'Henry et Fred[3]
- Donna Murphy : Angela Forrester, agente du gouvernement[4]
- Jim Parrack : Preacher James[5]

## Épisodes

### Épisode 1:Le choc
- États-Unis /  Canada : 28 septembre 2014 sur ABC[6] / CTV
- Belgique :  20 janvier 2016 sur RTL-TVI
- Québec : 5 mars 2018 sur MAX

- États-Unis : 7,55 millions de téléspectateurs[7] (première diffusion)
- Canada : 1,296 million de téléspectateurs[8] (première diffusion + différé 7 jours)

- Michelle Fairley (Margaret Langston)
- Kathleen Munroe (Rachael)
- Tamlyn Tomita (Toni Willis)
- Jwaundace Candece (en) (Mom Thompson)
- Nadej Bailey (Jenny Thompson)
- Shawn Shepard (Dad Thompson)
- Donna Murphy (the elegant woman)

### Épisode 2:Retour de flammes
- États-Unis /  Canada : 5 octobre 2014 sur ABC / CTV
- Belgique :  20 janvier 2016 sur RTL-TVI
- Québec : 12 mars 2018 sur MAX

- États-Unis : 6,74 millions de téléspectateurs[9] (première diffusion)

- Michelle Fairley (Margaret Langston)
- Kathleen Munroe (Rachael)
- Lori Beth Sikes (Janine)
- Donna Murphy (the elegant woman)
- Christopher Berry (Deputy Carl)
- Scott Michael Campbell (Arthur Holmes)

### Épisode 3:Découverte macabre
- États-Unis /  Canada : 12 octobre 2014 sur ABC / CTV
- Belgique :  27 janvier 2016 sur RTL-TVI
- Québec : 19 mars 2018 sur MAX

- États-Unis : 5,55 millions de téléspectateurs[10] (première diffusion)

- Michelle Fairley (Margaret Langston)
- April Billingsley (Barbara)
- Nick Craven (Young Fred Langston)
- Donna Murphy (Elegant Woman)
- Chris Berry (Carl Enders)
- Glenn Fleshler (en) (Mikey Enders)
- Michael Tourek (Randy/Cauliflower Ear)
- Tom Hillman (Principal Hayes)
- Elizabeth Ludlow (Miss Cannon)

### Épisode 4:De vieilles blessures
- États-Unis /  Canada : 19 octobre 2014 sur ABC / CTV
- Belgique :  27 janvier 2016 sur RTL-TVI
- Québec : 26 mars 2018 sur MAX

- États-Unis : 5,07 millions de téléspectateurs[11] (première diffusion)

- Michelle Fairley (Margaret Langston)
- Kathleen Munroe (Rachael Braidwood)
- April Billingsley (Barbara Langston)
- Lori Beth Sikes (Janine Hale)
- Glenn Fleshler (en) (Mikey Enders)
- Faye Foley (young Margaret)
- Naomi Lavette (Tina)

### Épisode 5:Vivre ou mourir
- États-Unis /  Canada : 26 octobre 2014 sur ABC / CTV
- Belgique :  3 février 2016 sur RTL-TVI
- Québec : 2 avril 2018 sur MAX

- États-Unis : 4,36 millions de téléspectateurs[12] (première diffusion)

- Michelle Fairley (Margaret Langston)
- Kathleen Munroe (Rachael Braidwood)
- April Billingsley (Barbara Langston)
- Lori Beth Sikes (Janine Hale)
- Donna Murphy (Elegant Woman)
- Chris Berry (Carl Enders)
- Glenn Fleshler (en) (Mikey Enders)
- Karen Ceesay (Nurse)

### Épisode 6:Chagrin
- États-Unis /  Canada : 2 novembre 2014 sur ABC / CTV
- Belgique :  3 février 2016 sur RTL-TVI
- Québec : 9 avril 2018 sur MAX

- États-Unis : 4,99 millions de téléspectateurs[13] (première diffusion)

- Michelle Fairley (Margaret Langston)
- Donna Murphy (Elegant Woman)
- Travis Young (Ray Richards)
- Kyle Secor (Brian Addison)
- TJ Linnard (Michael Kirk)
- Assaf Cohen (Dr Courtelis)
- Karen Ceesay (Nurse)
- Jwaundace Candece (en) (Mrs. Camille Thompson)
- Nadej Bailey (Jenny Thompson)
- Taplin Saulas (young Elegant Woman)

### Épisode 7:Miracles
- États-Unis /  Canada : 9 novembre 2014 sur ABC / CTV
- Belgique :  10 février 2016 sur RTL-TVI
- Québec : 16 avril 2018 sur MAX

- États-Unis : 4,58 millions de téléspectateurs[14] (première diffusion)

- Michelle Fairley (Margaret Langston)
- Donna Murphy (Elegant Woman)
- Kathleen Munroe (Rachael Braidwood)
- Lori Beth Sikes (Janine Hale)
- Travis Young (Ray Richards)
- Kyle Secor (Brian Addison)
- TJ Linnard (Michael Kirk)
- Chris Berry (Deputy Carl)
- Cullen Moss (Joey)
- Faye Foley (young Margaret Anderson)

### Épisode 8:Un vent de terreur
- États-Unis /  Canada : 30 novembre 2014 sur ABC / CTV
- Belgique :  10 février 2016 sur RTL-TVI
- Québec : 23 avril 2018 sur MAX

- États-Unis : 3,66 millions de téléspectateurs[15] (première diffusion)

- Michelle Fairley (Margaret Langston)
- Kathleen Munroe (Rachael Braidwood)
- Lori Beth Sikes (Janine Hale)
- Travis Young (Ray Richards)
- Kyle Secor (Brian Addison)
- TJ Linnard (William Kirk)
- Christopher Berry (Deputy Carl)
- Cullen Moss (Joey)
- Zach Sale (Mitchell Hirsch)
- David Reynolds (Earl)
- Cynthia Barrett (Beth-Ann)
- Al Mitchell (Bottomless Joe)

### Épisode 9:La suite logique
- États-Unis /  Canada : 7 décembre 2014 sur ABC[16] / CTV
- Belgique :  17 février 2016 sur RTL-TVI
- Québec : 30 avril 2018 sur MAX

- États-Unis : 3,98 millions de téléspectateurs[17] (première diffusion)

- Michelle Fairley (Margaret Langston)
- Donna Murphy (Elegant Woman)
- Kathleen Munroe (Rachael Braidwood)
- Lori Beth Sikes (Janine Hale)
- Travis Young (Ray Richards)
- Chris Berry (Deputy Carl)
- Cullen Moss (Joey)

### Épisode 10:Prophétie
- États-Unis /  Canada : 4 janvier 2015 sur ABC / CTV
- Belgique :  17 février 2016 sur RTL-TVI
- Québec : 7 mai 2018 sur MAX

- États-Unis : 4,10 millions de téléspectateurs[18] (première diffusion)

- Michelle Fairley (Margaret Langston)
- Jim Parrack (Preacher James)
- Faye Foley (10-year-old Margaret)
- Bailey Borders (17-year-old Margaret)
- Nadej Bailey (Jenny)
- Randy Havens (Kyle)
- Lars Gerhard (the angry man)

### Épisode 11:Le vrai croyant
- États-Unis /  Canada : 11 janvier 2015 sur ABC / CTV Two
- Belgique :  24 février 2016 sur RTL-TVI
- Québec : 14 mai 2018 sur MAX

- États-Unis : 3,10 millions de téléspectateurs[19] (première diffusion)

- Michelle Fairley (Margaret Langston)
- Kathleen Munroe (Rachael Braidwood)
- Nadej Bailey (Jenny)
- Michael Tourek (Cauliflower Ear)
- Jim Parrack (Preacher James)
- Dan Hager (Mr. Henderson)
- Peggy Sheffield (Hilary)
- Cheryl White (Robin)
- Sandra Lafferty (Mrs. Henderson)
- Yvonne Landry (Woman 1)
- Nevaina (Woman 2)

### Épisode 12:Evasion
- États-Unis /  Canada : 18 janvier 2015 sur ABC / CTV Two
- Belgique :  24 février 2016 sur RTL-TVI
- Québec : 21 mai 2018 sur MAX

- États-Unis : 3,29 millions de téléspectateurs[20] (première diffusion)

- Michelle Fairley (Margaret Langston)
- Kathleen Munroe (Rachael Braidwood)
- Nadej Bailey (Jenny)
- Michael Tourek (Cauliflower Ear)
- Jim Parrack (Preacher James)
- Cheryl White (Robin)
- Donna Murphy (Angela/aka The Elegant Woman)

### Épisode 13:L'amour en héritage
- États-Unis /  Canada : 25 janvier 2015 sur ABC / CTV Two
- Belgique :  24 février 2016 sur RTL-TVI
- Québec : 28 mai 2018 sur MAX

- États-Unis : 3,73 millions de téléspectateurs[21] (première diffusion)

Jim Parrack (Preacher James)
Au Canada, cet épisode est diffusé sur CTV Two afin de prioriser la diffusion d'un épisode des Experts sur CTV en simultané avec CBS.